# Софтбол на летних Азиатских играх 1990
Соревнования по софтболу на летних Азиатских играх 1990 проходили с 23 по 28 сентября с участием 5 женских сборных команд.
Первыми в истории чемпионами Игр по софтболу стала сборная Китая, серебряные медали выиграла сборная Японии, бронзовые медали завоевала сборная Китайского Тайбэя (Тайваня).

## Медалисты
|         | Золото | Серебро | Бронза           |
| ------- | ------ | ------- | ---------------- |
| Женщины | Китай  | Япония  | Китайский Тайбэй |

## Формат соревнований
Команды в одной группе играют между собой по круговой системе в два круга.

## Результаты соревнований

### Групповой этап
|    | Команда          | A1        | A2        | A3        | A4        | A5       | В | П | Место |
| -- | ---------------- | --------- | --------- | --------- | --------- | -------- | - | - | ----- |
| A1 | Китай            | *         | 0:2 2:0   | 10:0 15:0 | 10:0 12:2 | 7:0 2:0  | 7 | 1 | 1     |
| A2 | Китайский Тайбэй | 2:0 0:2   | *         | 17:0 10:0 | 4:0 7:0   | 3:4 5:10 | 5 | 3 | 3     |
| A3 | КНДР             | 0:10 0:15 | 0:17 0:10 | *         | 0:1 0:2   | 1:9 0:7  | 0 | 8 | 5     |
| A4 | Республика Корея | 0:10 2:12 | 0:4 0:7   | 1:0 2:0   | *         | 2:5 0:9  | 2 | 6 | 4     |
| A5 | Япония           | 0:7 0:2   | 4:3 10:5  | 9:1 7:0   | 5:2 9:0   | *        | 6 | 2 | 2     |

### Итоговая классификация
| Место | Команда          | И | В | П |
| ----- | ---------------- | - | - | - |
| 1     | Китай            | 8 | 7 | 1 |
| 2     | Япония           | 8 | 6 | 2 |
| 3     | Китайский Тайбэй | 8 | 5 | 3 |
| 4     | Республика Корея | 8 | 2 | 6 |
| 5     | КНДР             | 8 | 0 | 8 |